# Tortuga (vehículo)
La Tortuga fue un vehículo blindado diseñado y construido en Venezuela en 1934, durante el gobierno del entonces dictador venezolano Juan Vicente Gómez.

## Historia
Fue ensamblado en el astillero de Puerto Cabello por el ingeniero Tomás Pacanins Acevedo. Exhibido por vez primera en un desfile militar acaecido en la ciudad de Maracay, la existencia del vehículo y el desfile estaban destinados a enviar un mensaje claro al vecino país de Colombia, con el que habían tenido varios incidentes fronterizos y políticos desde su victoria sobre el Perú en la guerra colombo-peruana. El 23 de diciembre de 1934, el vehículo blindado llamado "Tortuga" se reveló por primera vez al público, junto con dos tanques de infantería italianos CV 33 de marca Ansaldo.

## Características
En su "Historia de la Artillería", el teniente Pedro Arturo Omaña describe la Tortuga: "Era un vehículo blindado muy llamativo, cuyo caparazón externo le daba una forma similar a un sombrero de policía londinense, pero era difícil de maniobra, con un sistema de ventilación casi nulo y una visibilidad casi nula."
Su caparazón estaba montado en un camión Ford 1934 6x4. Sus ruedas traseras estaban unidas por bandas de rodadura, lo que lo convertía en un vehículo semioruga, y su designación dentro del Ejército era "Vehículo blindado de reconocimiento semi-protegido". Estaba armado con una ametralladora Mark 4B (.303 cal) instalado en una torreta giratoria en forma de cúpula ubicada en la parte superior del caparazón.